# Gefriergemeinschaft

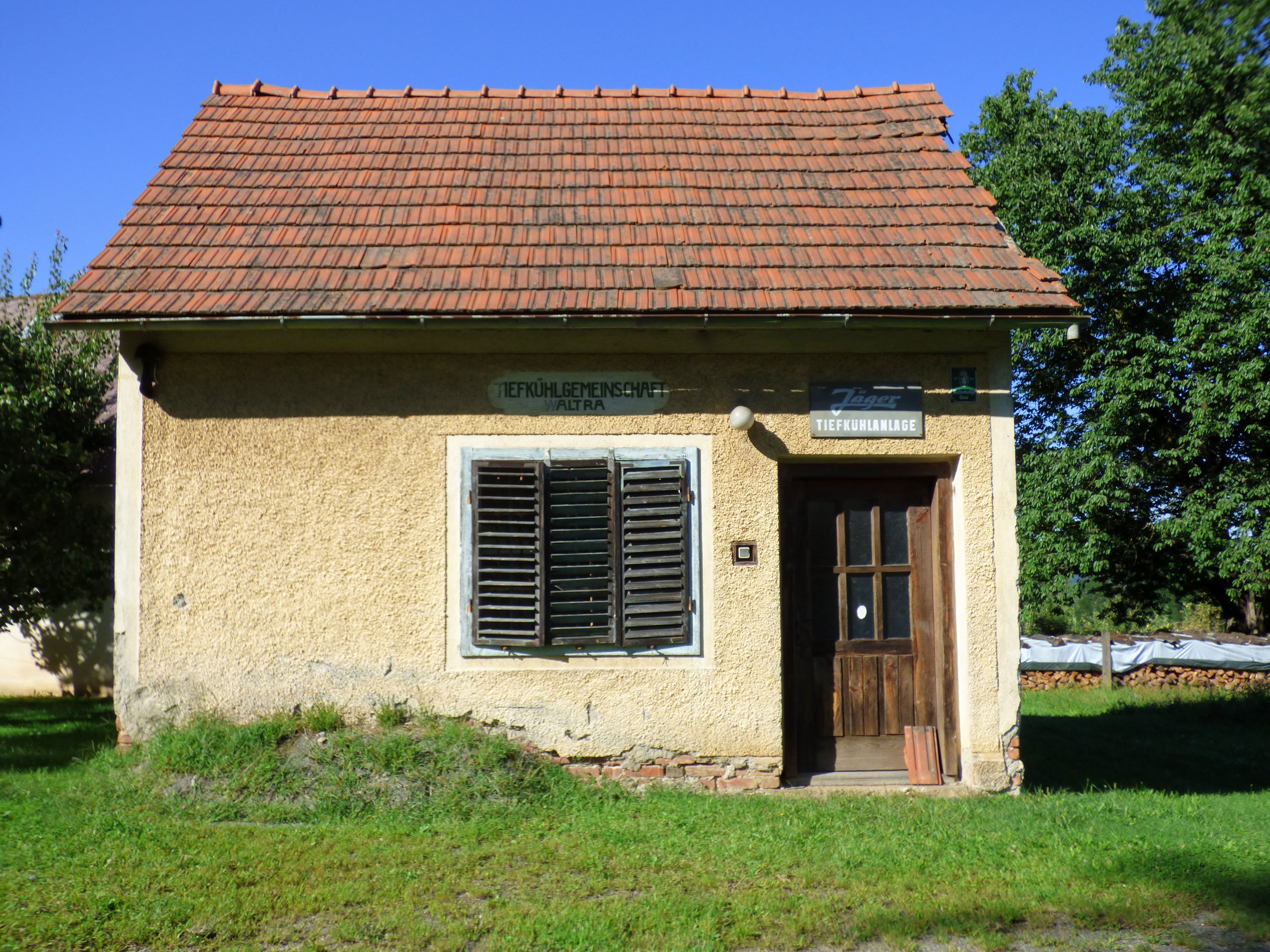
Gebäude der Tiefkühlgemeinschaft Waltra (Österreich)

Der Ausdruck Gefriergemeinschaft oder Tiefkühlgemeinschaft bezeichnet eine Zweckgemeinschaft zur gemeinsamen Nutzung einer Gefrieranlage.

## Geschichte

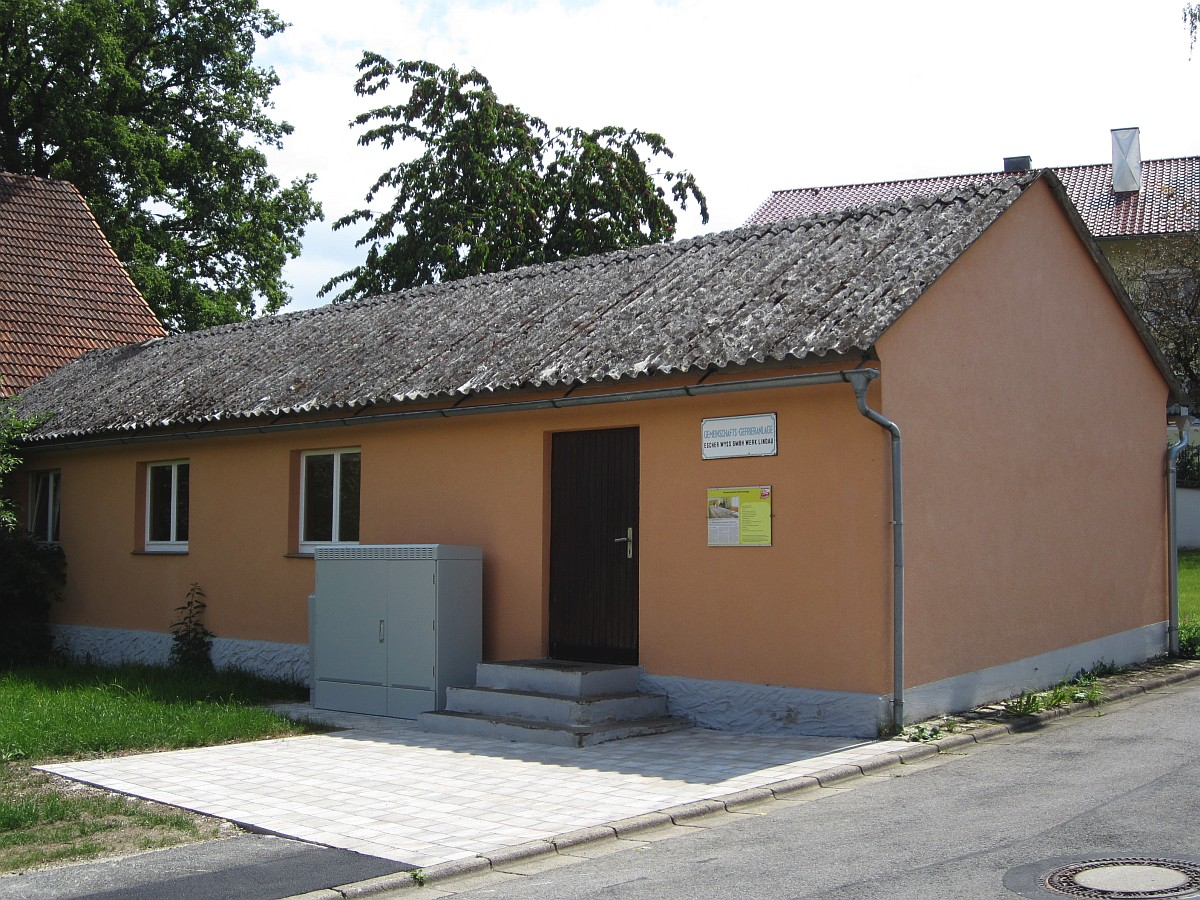
Gemeinschafts-Gefrieranlage in Steinfeld, 1958 errichtet.

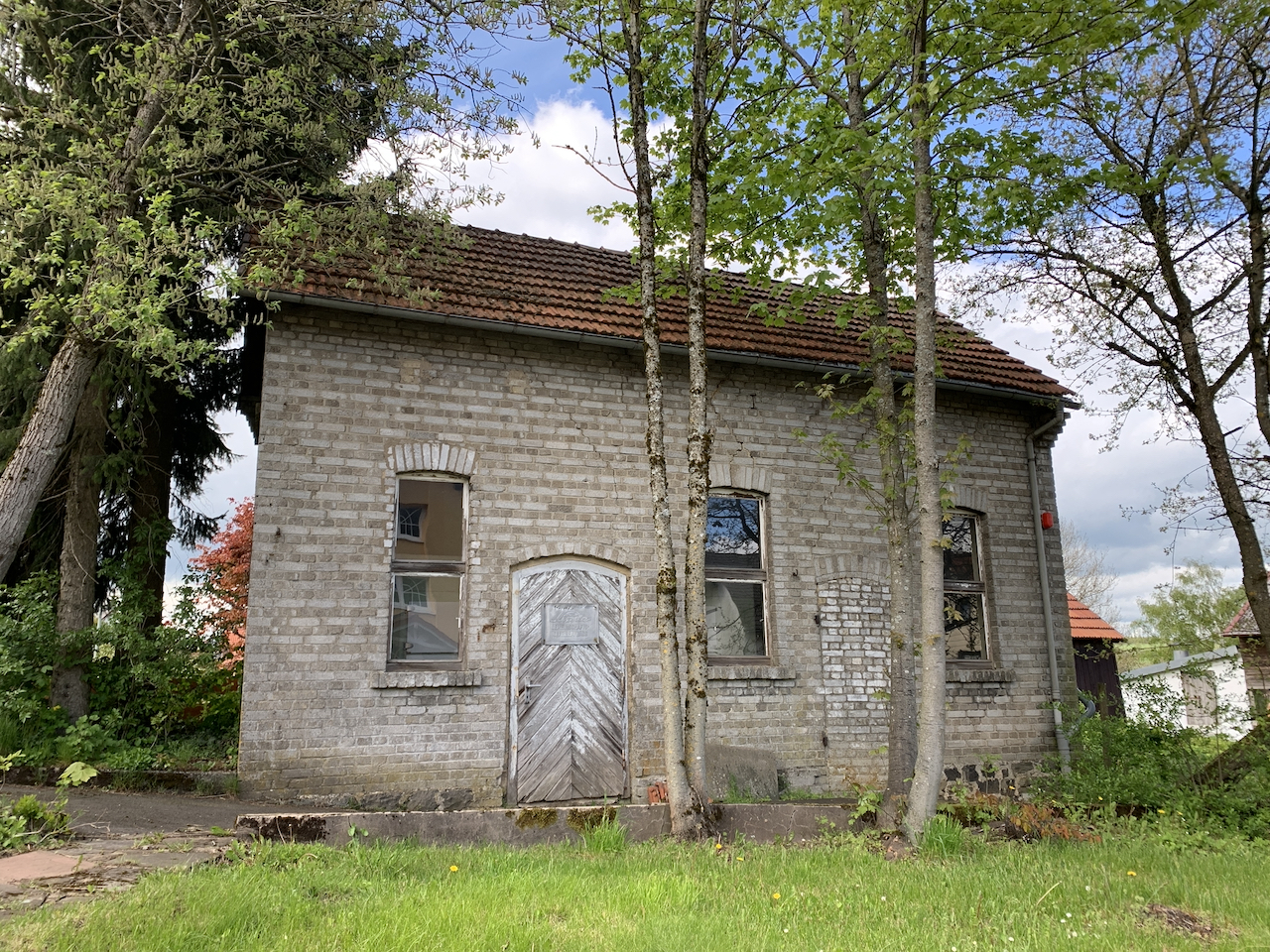
Linde-Gemeinschafts-Gefrieranlage in Ulrichstein (Vogelsbergkreis)

Nach dem Zweiten Weltkrieg konnten sich nur die wenigsten Privathaushalte in Deutschland, Österreich oder der Schweiz eine eigene Tiefkühltruhe leisten; in selteneren Fällen waren sie noch nicht an das Stromnetz angeschlossen. Aus diesem Grund entstanden vielerorts Gemeinschafts-Gefrieranlagen in Gefrierhäusern, die aus einer großen Gefrieranlage mit vielen einzelnen Tiefkühlfächern bestanden. Bei manchen dieser Anlagen handelte es sich um freistehende Gebäude, andere waren in sonstige öffentliche Bauten (Schule, Gemeindehaus, Feuerwehrhaus usw.) integriert. In einigen Regionen wurde die Errichtung solcher zumeist von der Gemeinde oder einer eigenen Genossenschaft betriebenen Gefrieranlagen von öffentlichen Stellen finanziell gefördert.
Eine vergleichbare Variante waren die kommunalen Gefrieranlagen bzw. öffentliche Gefrieranlagen, die von der jeweiligen Gemeinde unterhalten wurden. Hierbei standen in einem öffentlichen Gebäude Gefrierschränke oder Kühltruhen zur Verfügung, die von der Gemeinde angeschafft wurden und individuell an Bürger des Ortes vermietet wurden. 1958 zählte man in der Bundesrepublik Deutschland etwa 5.500 Gemeinschaftsgefrieranlagen mit circa 207.000 Fächern. Im österreichischen Bundesland Steiermark dürfte es allein rund 400 derartige Tiefkühlhäuser in den Dörfern gegeben haben.

### Niedergang
Als in den 1950er und 1960er Jahren die Heimkühltruhen immer erschwinglicher wurden, standen viele Gefriergemeinschaften vor dem Aus, obwohl die Stromkosten einer Gemeinschaftsanlage oft viel günstiger sind. Auch die geänderten Ernährungsgewohnheiten spielten eine Rolle: Durch die Abnahme der früher üblichen Hausschlachtungen und den zurückgehenden Gemüseanbau im eigenen Garten selbst in ländlichen Gebieten fielen in den einzelnen Haushalten nur noch geringere Mengen Gefriergut an. Hinzu kam, dass viele ältere Anlagen FCKW-haltige Kühlmittel benötigten, die wegen ihrer Klimaschädlichkeit heute nicht mehr hergestellt werden. Auch sonstige Ersatzteile waren oft nicht mehr erhältlich. Eine Erneuerung der Technik erschien dann meist wegen der gesunkenen Nachfrage nicht lohnend.

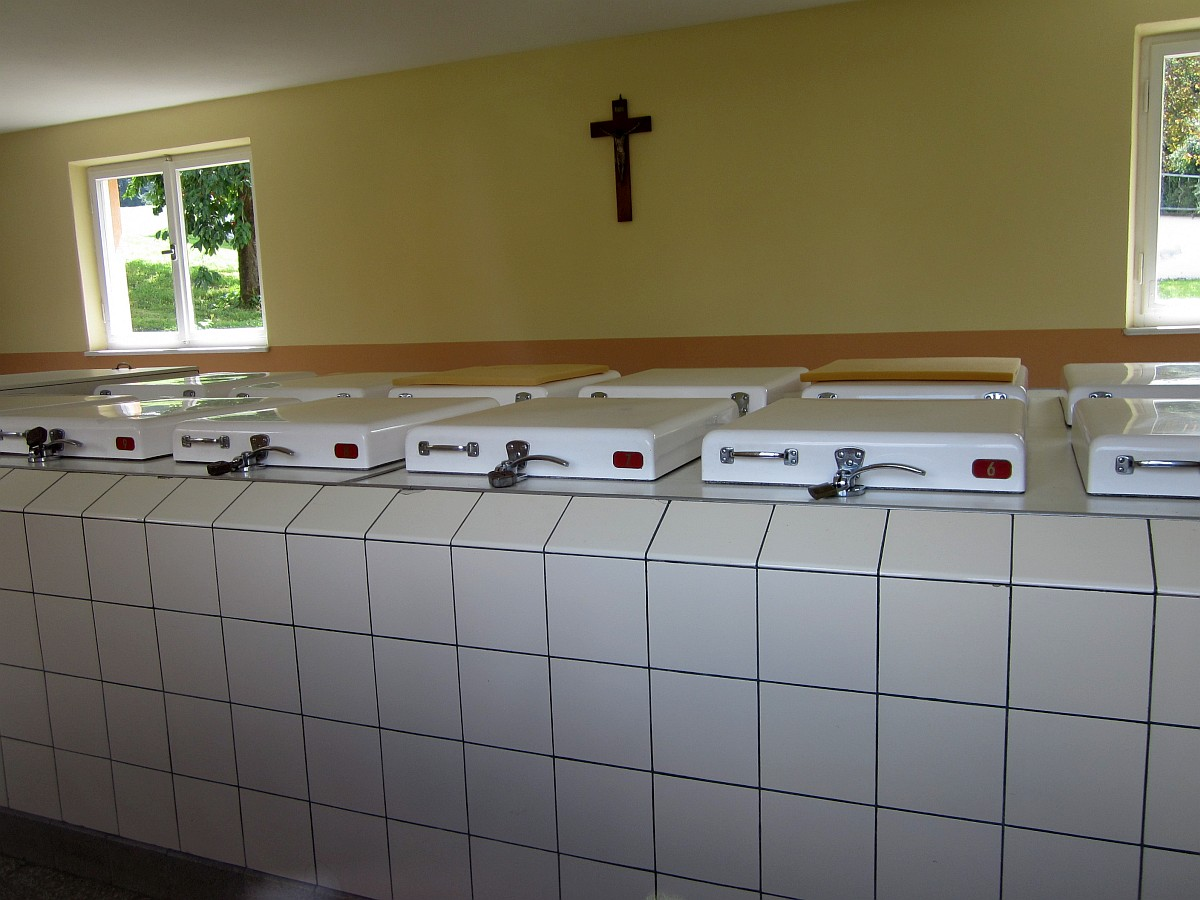
Blick auf die Truhen der Gemeinschafts-Gefrieranlage in Steinfeld.

Heute gibt es nur noch sehr wenige Gefriergemeinschaften in Deutschland, Österreich und der Schweiz, mit stark abnehmender Tendenz. Beispiele hierfür gibt beziehungsweise gab es noch bis in jüngster Zeit in Deutschland in:
Achtelsbach,
Allendorf,
Baasem,
Barterode,
Beienbach,
Bühren,
Harle
Horgenzell-Happenweiler,
Immensen b. Lehrte, Köllerbach,
Londorf,
Lüxem,
Rüddingshausen,
Saasen,
Stangenrod,
Steinborn,
Steinfeld,
Uttershausen
oder Wittinsburg. In Österreich finden sich Gefriergemeinschaften u. a. noch in Mitterretzbach und Marbach im Felde in Niederösterreich. In der Steiermark gibt es sogar noch rund 40 derartige Anlagen (Stand August 2022), die gemeinschaftliche Kühlanlage in Stainz musste hingegen aufgrund der gestiegenen Energiekosten Ende 2022 den Betrieb einstellen.
Aufgrund des langsamen Verschwindens dieser für ihre Zeit typischen Anlagen wurden bereits Museen darauf aufmerksam. Vom Fränkischen Freilandmuseum Fladungen wurde eine Gemeinschaftsgefrieranlage aus dem Jahr 1958 abgebaut und auf das Museumsgelände umgesetzt. Die Rechtshistorikerin Anita Ziegerhofer und der Ethnologe Helmut Eberhart starteten  2020 ein Forschungsprojekt an der Universität Graz über die Geschichte des öffentlichen/gemeinschaftlichen Tiefkühlhauses in der Steiermark.

## Rechtsform
Rechtlich werden diese Einrichtungen entweder öffentlich-rechtlich von der Gemeinde, privatrechtlich als Genossenschaft oder als Verein betrieben. Vergleichbare Gemeinschaftseinrichtungen sind beispielsweise öffentliche oder gemeinschaftlich genutzte Wasch- und Backhäuser. Teilweise wurden die Kühlhäuser auch von den Herstellerfirmen finanziert und an die Benutzer vermietet.
Hersteller von schlüsselfertigen Kühlanlagen waren beispielsweise Linde, Opel-Frigidaire, Astra Wien und Brüder Warchalowski (in Lizenz von Frigidaire).

## Trivia
Im Kriminalroman Polterabend von Alfred Komarek und der gleichnamigen Verfilmung aus dem Jahr 2003 findet Gendarmerieinspektor Simon Polt einen ermordeten Hund im Tiefkühlfach einer Dorfbewohnerin. Er vernimmt anschließend die Mitglieder des „Kühlhausvereines“, allesamt ältere und durch und durch „ehrbare“ Bürger des Ortes.